# Kazimierz Barczyk
Pour les articles homonymes, voir Barczyk.
Kazimierz Barczyk, né le 25 janvier 1950 à Wolbrom, est un juriste (juge, avocat) et homme politique polonais.
Il a notamment été secrétaire d'État à la Chancellerie du président du conseil des ministres Jerzy Buzek, député à deux reprises. Il est juge au Tribunal d'État depuis 2007.

## Biographie
Kazimierz Barczyk  achève ses études de droit à l'université Jagellonne de Cracovie en 1972. Il devient ensuite assesseur puis juge dans les tribunaux de district à Olkusz, Sosnowiec puis Cracovie.
En 1980-1981 il est militant de Solidarność et coordonne les activités du syndicat dans le secteur de la justice à Cracovie. Après l'instauration de la loi martiale en décembre 1981, il est suspendu de ses fonctions de juge et ne peut plus travailler pendant un certain temps comme avocat.
Après 1989, il alterne des mandats nationaux (diète, tribunal d'État) et des mandats locaux au conseil municipal de Cracovie (dont il est le premier président) puis à la diétine régionale de la voïvodie de Petite-Pologne.
Président de l'Association régionale des communes et districts de Petite-Pologne depuis 1991, il est en 1993 un des fondateurs de la Fédération des unions régionales des communes et des districts de la république de Pologne (Federacja Regionalnych Związków Gmin i Powiatów RP), dont est le président depuis 1996.
Proche de Jerzy Buzek, il est secrétaire d'État auprès du président du Conseil des ministres de 1997 à 1999 : il est alors un des rédacteurs de la loi de décentralisation entrée en vigueur en 1998.
Il est président de la diétine de la voïvodie de Petite-Pologne (assemblée régionale) depuis 2010 après en avoir été le vice-président.

### Distinction
Il a notamment reçu la croix d'officier de l'ordre Polonia Restituta.

### Vie familiale
Il est marié depuis 1977 à Anna Jadowska-Barczyk, enseignante à l'Académie des beaux-arts de Cracovie, et a deux enfants, tous deux juristes, Joanna (juge) et Tomasz.